# 于小惠
于小惠（1975年9月29日—），舊藝名虞小卉，曾用藝名于美珍，台灣女演員。畢業於國光藝校。現轉為擔任製片、編劇。其前夫為金鐘獎最佳導演蔡岳勳，2007年夫妻一手成立普拉嘉國際意像。2025年接受訪問承認已於2020年與蔡岳勳簽字離婚。

## 戲劇演出

### 電影
- 1996年《超級班長》飾 合作社小姐
- 1998年《超級天兵之機車班長》飾 safe

### 電視劇
- 台視《中國民間故事－人狐情仇》飾 紅花
- 台視《金獎劇場－嗨！紅包場》飾小真
- 1995年 中視《今夜作夢也會笑》飾 招弟
- 1997年 華視《伴我一生》
- 1997年 華視《台灣靈異事件》飛越鬼門關 飾 李阿嬌
- 1997年 台視《非常任務》 飾 黛咪
- 1997年 超視《我們一家都是人－ 寶島大國民》
- 1998年 民視《春天後母心》飾 阿雪
- 2001年 三立台灣台《台灣阿誠》飾 王彩菊
- 2003年 台視《名揚四海》飾 羅美麗
- 2004年 衛視中文台《神醫華陀》

## 執導作品
- 2004年 華視《戰神》 編劇
- 2006年 中視《白色巨塔》 執行製作
- 2009年 公視《痞子英雄》 製作人

## 獲獎

### 電視金鐘獎
| 年份   | 頒獎典禮     | 獎項名稱         | 得獎作品 | 結果 |
| ------ | ------------ | ---------------- | -------- | ---- |
| 2003年 | 第38屆金鐘獎 | 最佳連續劇編劇獎 | 名揚四海 | 獲獎 |

## 外部連結
- 製片人_于小惠的新浪微博
- 于小惠在互联网电影资料库（IMDb）上的資料（英文）
- 于小惠在香港影庫上的簡介
- 于小惠在豆瓣上的资料（简体中文）
- 于小惠在台灣電影網上的資料（繁體中文）
- 華文影史庫 于小惠 簡介 （页面存档备份，存于）
- 台灣公司資料 （页面存档备份，存于）